# Villa de Mazo
Villa de Mazo is een gemeente in de Spaanse provincie Santa Cruz de Tenerife in de regio Canarische Eilanden met een oppervlakte van 71 km². Villa de Mazo telt 4.821 inwoners (1 januari 2016).
De stad is onder meer bekend door de boerenmarkt die elke zaterdag en zondag plaatsvindt. Ook is er een kunstacademie in het plaatsje, gehuisvest in een mooi roze huis tegenover de markt.
Barlovento · Breña Alta · Breña Baja · Fuencaliente de La Palma · Garafía · Los Llanos de Aridane · El Paso · Puntagorda · Puntallana · San Andrés y Sauces · Santa Cruz de La Palma · Tazacorte · Tijarafe · Villa de Mazo